# Diócesis de Abomey
La diócesis de Abomey (en latín: Dioecesis Abomeiensis y en francés: Diocèse d'Abomey) es una circunscripción eclesiástica de la Iglesia católica en Benín. Se trata de una diócesis latina, sufragánea de la arquidiócesis de Cotonú. Desde el 20 de diciembre de 2007 su obispo es Eugène Cyrille Houndékon.

## Territorio y organización
La diócesis tiene 5243 km² y extiende su jurisdicción sobre los fieles católicos de rito latino residentes en el departamento de Zou.
La sede de la diócesis se encuentra en la ciudad de Abomey, en donde se halla la Catedral de San Pedro y San Pablo.
En 2022 en la diócesis existían 90 parroquias.

## Historia
La diócesis de Abomey fue erigida el 5 de abril de 1963 con la bula Christi iussum del papa Juan XXIII, obteniendo el territorio de la arquidiócesis de Cotonú y de la diócesis de Porto Novo.
El 10 de junio de 1995 cedió una parte de su territorio para la erección de la diócesis de Dassa-Zoumé mediante la bula Ad aptius fovendum del papa Juan Pablo II.

## Estadísticas
Según el Anuario Pontificio 2023 la diócesis tenía a fines de 2022 un total de 204 000 fieles bautizados.
| Año                                                                             | Población            | Población | Población      | Sacerdotes | Sacerdotes    | Sacerdotes    | Bautizados por sacerdote | Diáconos permanentes | Religiosos | Religiosos | Parroquias |
| Año                                                                             | Bautizados católicos | Total     | % de católicos | Total      | Clero secular | Clero regular | Bautizados por sacerdote | Diáconos permanentes | Varones    | Mujeres    | Parroquias |
| ------------------------------------------------------------------------------- | -------------------- | --------- | -------------- | ---------- | ------------- | ------------- | ------------------------ | -------------------- | ---------- | ---------- | ---------- |
| 1969                                                                            | 100 000              | 600 000   | 16.7           | 31         | 28            | 3             | 3225                     |                      | 10         | 51         | 13         |
| 1980                                                                            | 150 000              | 528 000   | 28.4           | 28         | 20            | 8             | 5357                     |                      | 15         | 44         | 17         |
| 1990                                                                            | 201 091              | 705 697   | 28.5           | 39         | 32            | 7             | 5156                     |                      | 13         | 50         | 19         |
| 1998                                                                            | 182 515              | 578 000   | 31.6           | 25         | 21            | 4             | 7300                     |                      | 9          | 52         | 18         |
| 2001                                                                            | 225 000              | 600 000   | 37.5           | 48         | 45            | 3             | 4687                     |                      | 10         | 59         | 21         |
| 2003                                                                            | 146 864              | 474 922   | 30.9           | 49         | 47            | 2             | 2997                     |                      | 8          | 66         | 26         |
| 2004                                                                            | 88 364               | 599 954   | 14.7           | 59         | 55            | 4             | 1497                     |                      | 13         | 70         | 26         |
| 2005                                                                            | 92 703               | 608 033   | 15.2           | 71         | 62            | 9             | 1305                     |                      | 20         | 135        | 26         |
| 2006                                                                            | 99 175               | 625 000   | 15.9           | 73         | 64            | 9             | 1358                     |                      | 20         | 135        | 26         |
| 2010                                                                            | 139 045              | 685 000   | 20.3           | 73         | 68            | 5             | 1904                     |                      | 25         | 74         | 46         |
| 2011                                                                            | 143 500              | 707 000   | 20.3           | 76         | 72            | 4             | 1888                     |                      | 24         | 87         | 50         |
| 2012                                                                            | 148 200              | 730 000   | 20.3           | 81         | 76            | 5             | 1829                     |                      | 24         | 78         | 60         |
| 2015                                                                            | 173 055              | 797 000   | 21.7           | 107        | 100           | 7             | 1617                     |                      | 26         | 102        | 76         |
| 2018                                                                            | 182 395              | 781 187   | 23.3           | 133        | 123           | 10            | 1371                     |                      | 16         | 110        | 83         |
| 2020                                                                            | 192 580              | 804 630   | 23.9           | 136        | 126           | 10            | 1416                     |                      | 17         | 101        | 83         |
| 2022                                                                            | 204 000              | 852 000   | 23.9           | 155        | 143           | 12            | 1316                     |                      | 15         | 107        | 90         |
| Fuente: Catholic-Hierarchy, que a su vez toma los datos del Anuario Pontificio. |                      |           |                |            |               |               |                          |                      |            |            |            |

## Episcopologio
- Lucien Monsi-Agboka † (5 de abril de 1963-25 de noviembre de 2002 retirado)
- René-Marie Ehuzu, C.I.M. † (25 de noviembre de 2002-3 de enero de 2007 nombrado obispo de Porto Novo)
- Eugène Cyrille Houndékon, desde el 20 de diciembre de 2007